# Slim (M'Sila)
Pour les articles homonymes, voir Slim.
Slim est une commune de la wilaya de M'Sila en Algérie.
Slim se situe entre Djelfa et Bou Saada, entre le djebel Sahari au Nord et les Monts des Ouled Naïl au sud. Il ressort de la tribu des Ouled Fredj.